# Lucchese Palli

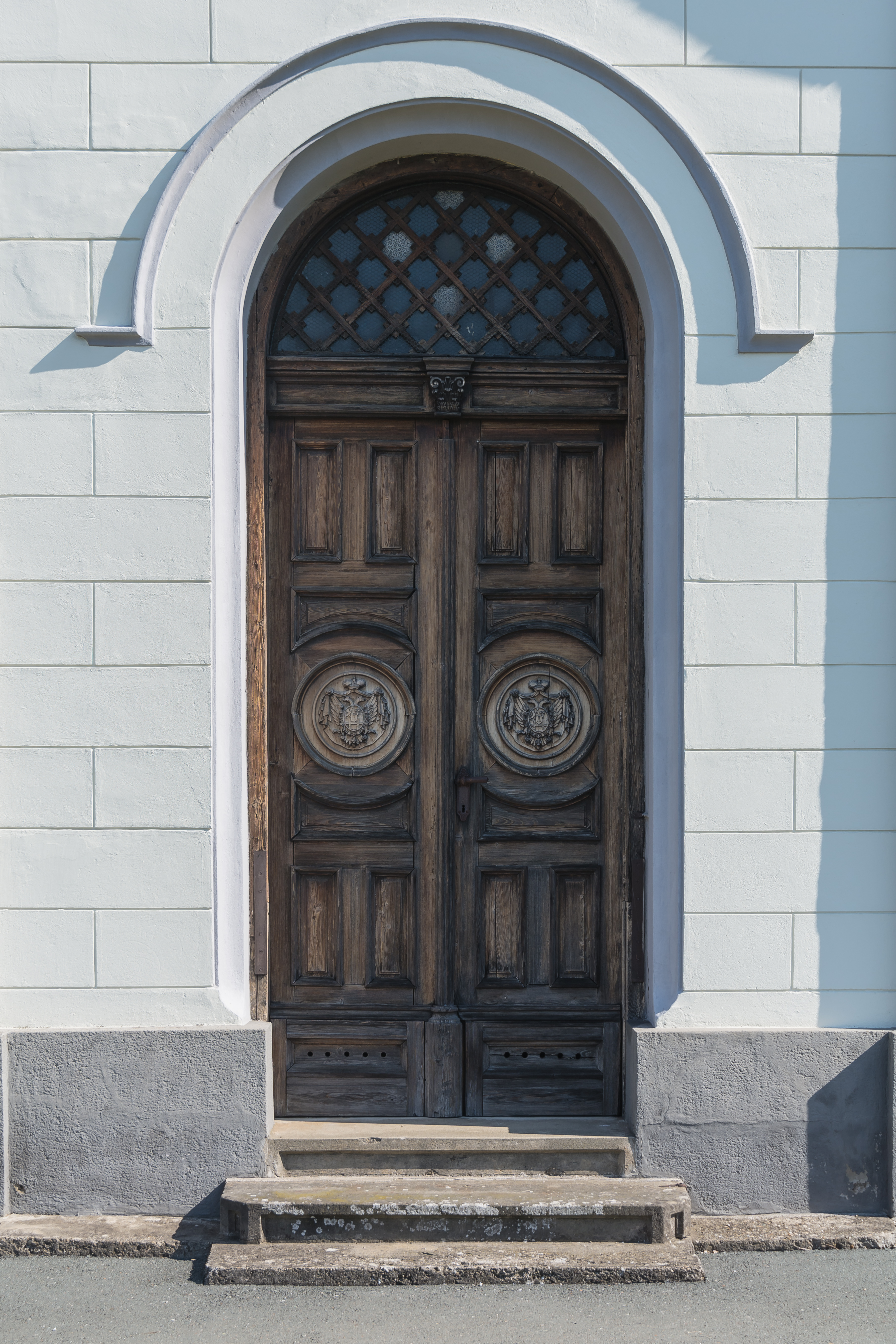
Stemma di Casa Lucchesi Palli sul portone del Mausoleo della famiglia nel cimitero di Mureck, Austria

Il Casato dei Lucchese Palli, Lucchesi Palli o Lucchese è una famiglia principesca siciliana, di probabile origine lucchese.

## Storia

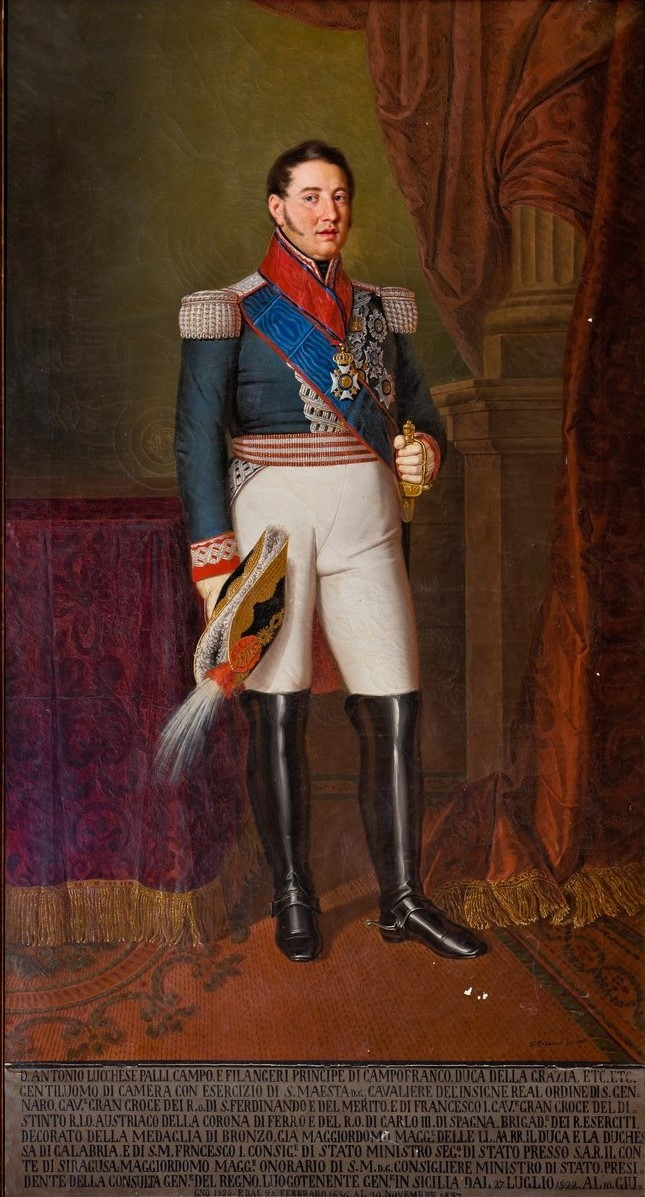
Don Antonio Lucchesi-Palli, VII principe di Campofranco, III duca della Grazia (1781-1856), luogotenente generale del Regno dal 1835 al 1837.

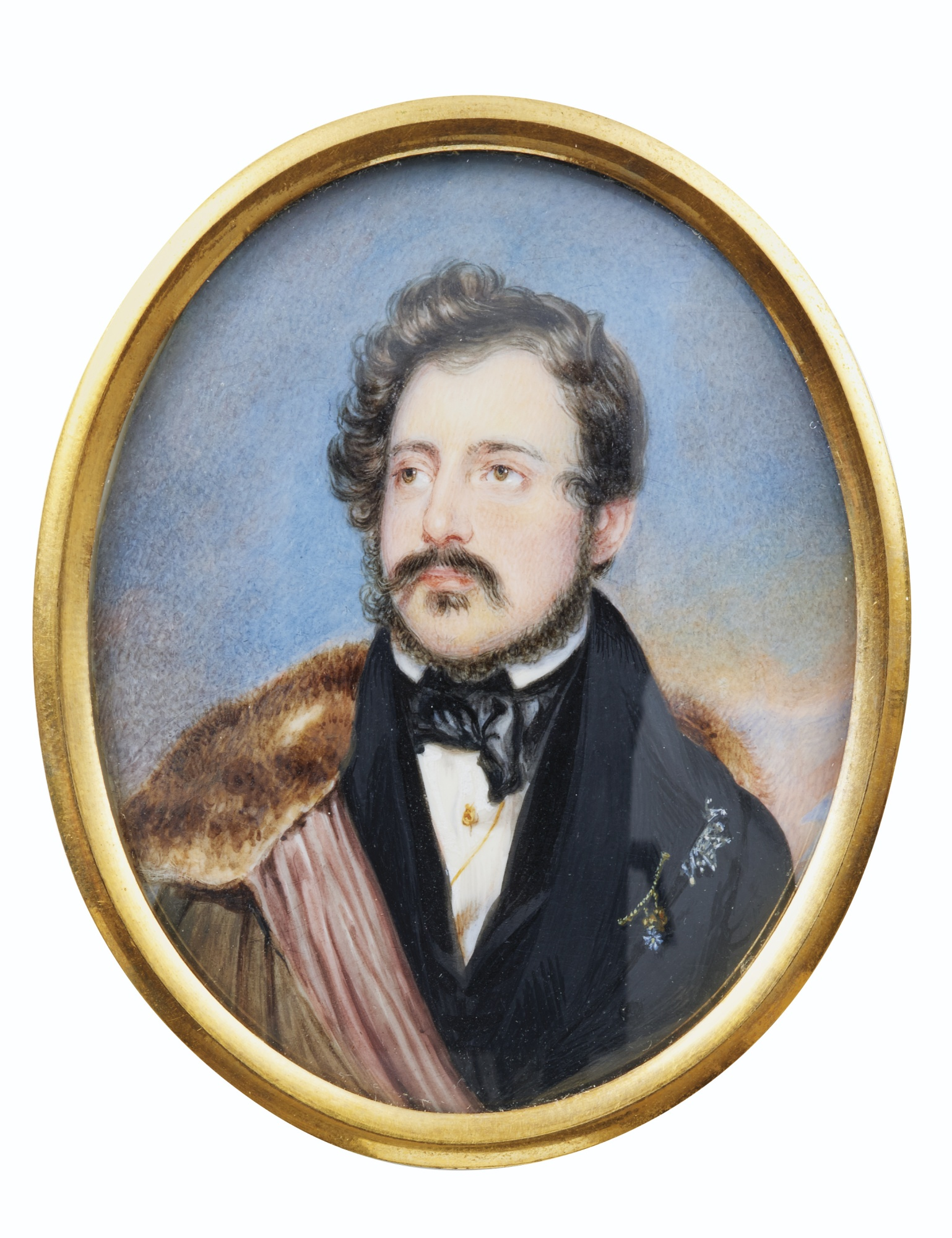
Carlo Ettore Lucchesi Palli, IX principe di Campofranco, IV duca della Grazia (1806-1864)

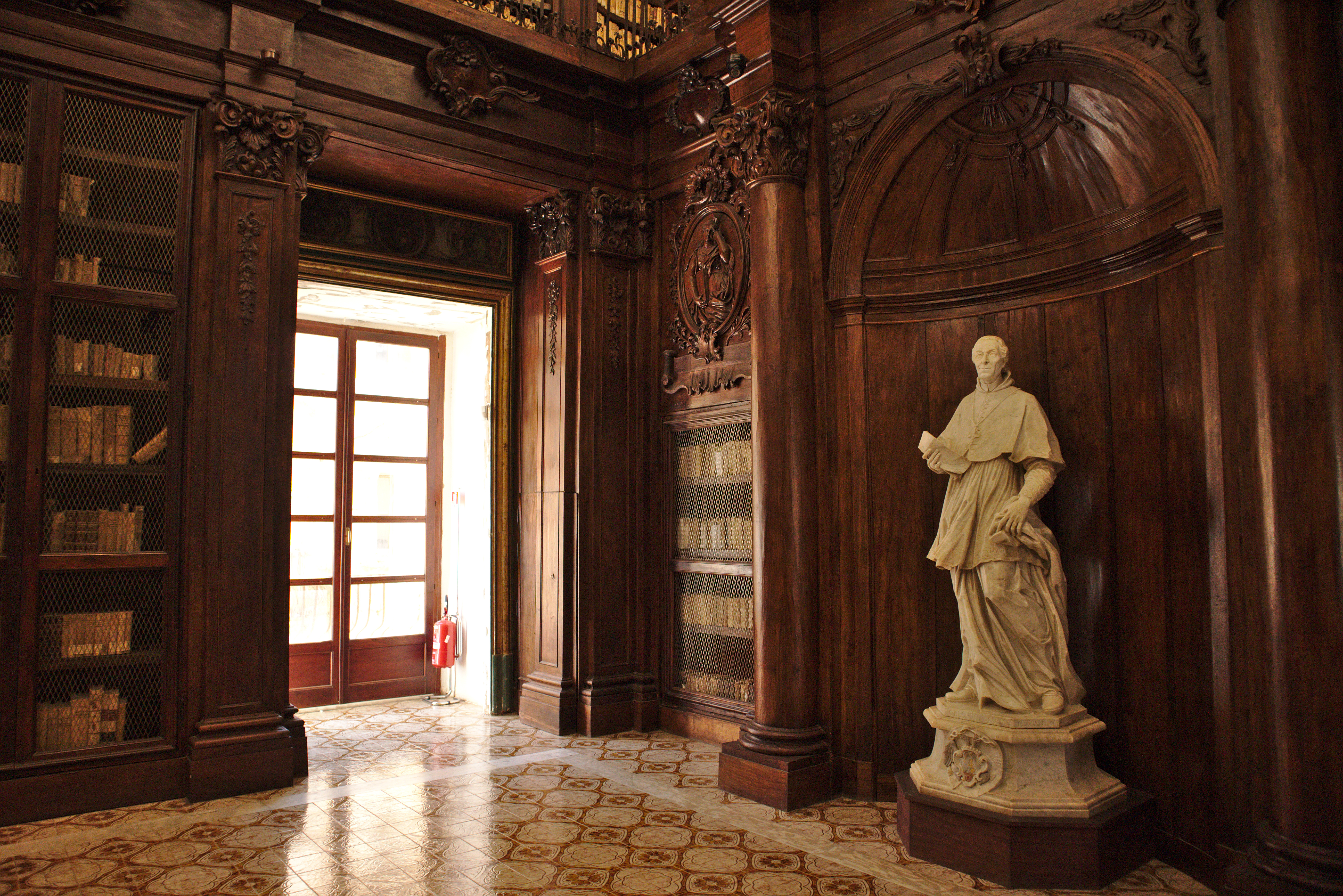
Biblioteca Lucchesiana, donata nel 1768 dal Vescovo Andrea Lucchesi Palli alla città di Agrigento

Se ne hanno notizie certe a partire dal XV secolo. Vantano come capostipite leggendario Adinolfo, figlio di una sorella di Desiderio, che trasse il cognome da un proprio castello detto Tre Palli, i cui discendenti governarono Lucca. Capostipite siciliano sarebbe stato un Andrea Palli passato in Sicilia nel 1067 o 1097 assumendo anche il cognome Lucchese per ricordare la propria patria. Dei Lucchese dimorarono in Sciacca, Naro e Palermo; un Luigi Antonio fu creato da Federico II di Svevia prefetto; un Giacomo, barone di Camastra, fu diversi anni senatore di Palermo; un Giuseppe fu giurato di Naro. Giovanni, principe di Campofranco, fu pretore di Palermo. Un Saverio fu giurato di Licata.
Complessivamente la famiglia possedette un principato, quello di Campofranco, acquisito da Fabrizio nel 1625, quattro ducati, tre marchesati, una contea ed oltre diciotto feudi. Ebbe dal Regno d'Italia il riconoscimento dei titoli di conte, principe di Campofranco e duca della Grazia.

## Membri illustri

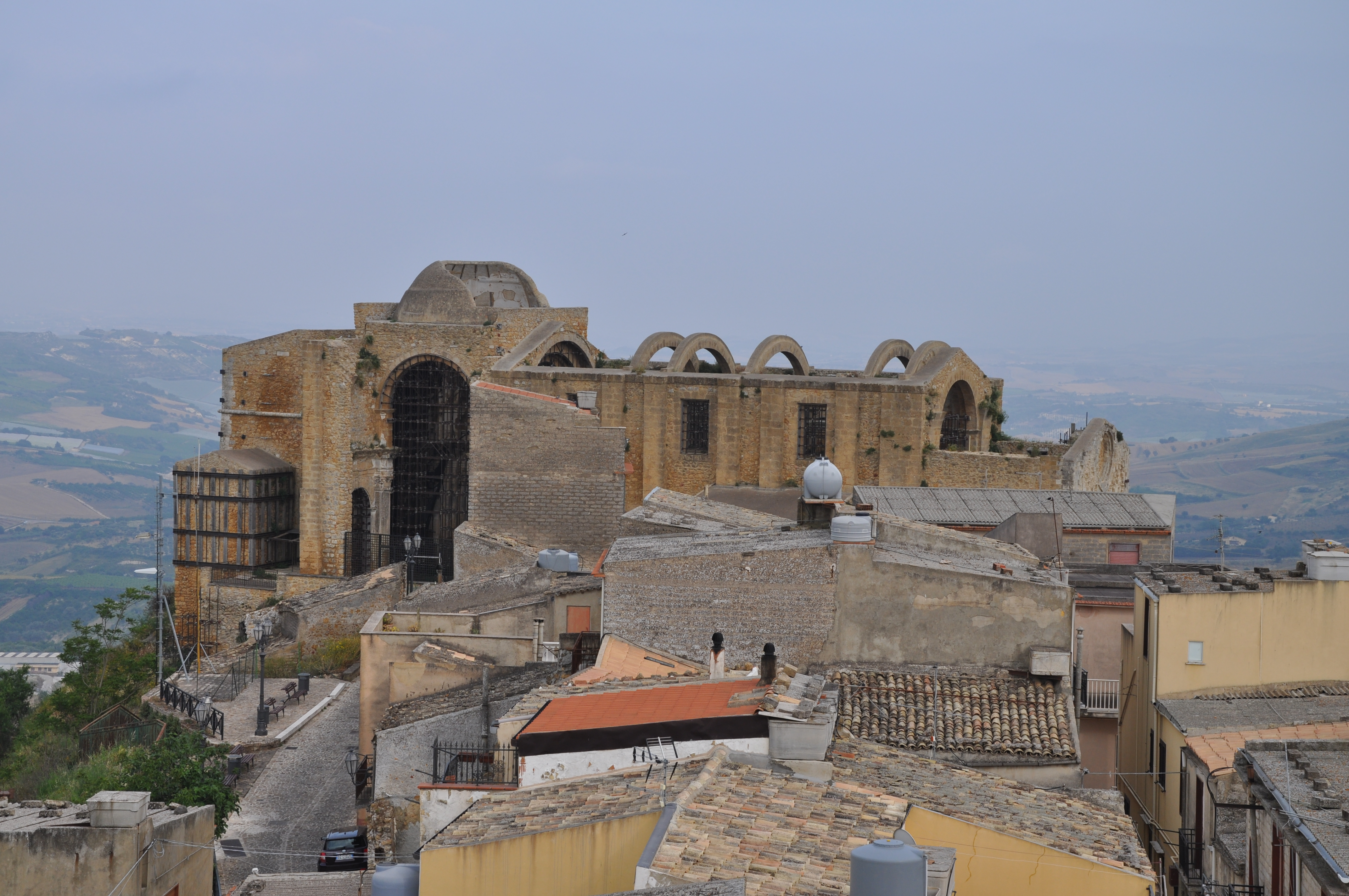
Duomo Normanno di Naro, al quale Bernardo Lucchesi Palli regala nel 1565 la Cappella Maggiore dedicata alla Madonna della Catena.

- Bernardo Lucchesi Palli (1470-1526), fece costruire la cappella dedicata alla Madonna della Catena nel Duomo di Naro. Sposò Filippa Palagonia, poi Beatrice. Ebbe otto figli tra cui: Angelo, Matteo e Antonino marito di Paola Lucchesi, figlia di Andrea barone di Sciacca.
- Don Fabrizio Lucchesi Palli (1608-1631), primo Principe di Campofranco, marito di Eleonora del Campo. La figlia Francesca, costretta a monastica clausura, annullò la sua professione con gran scalpore pubblico per mantenere il patrimonio di famiglia e assicurare una discendenza.
- Andrea Lucchesi Palli (1691-1768), vescovo di Agrigento, figlio di Fabrizio (1663-1707) e di Anna Avarna e fratello di Giuseppe generale imperiale e governatore di Bruxelles, morto nel 1757.
- Antonio Lucchesi-Palli, 6º principe di Campofranco (1716-1803), figlio di Emanuele, marito di Anna Maria Tomasi di Lampedusa (1704-1751). Fu padre di: Emanuele (1735-1795) e di Rosalia moglie di Isnello Castrense Termi.
- Emanuele Lucchesi Palli (1735-1795), figlio di Antonio, marito di Maria Bianca Filangieri (1756-1802) fu padre di Antonio (1781-1856) e di Ferdinando (1784-1847), marito della celebre cantante lirica Adelaide Tosi (1800-1859), a sua volta padre di Clotilde (1835-1917), moglie di Domenico Caracciolo, 8º Duca di Vietri, 3º Duca di Casamassima, 1º Principe di Crucoli, e di Edoardo (1837-1903), marito di Giovanna de Gregorio che donò nel 1888 alla Biblioteca Nazionale di Napoli la sua ricchissima e preziosa biblioteca drammatica e musicale.
- Antonio Lucchesi Palli, VII principe di Campofranco (1781-1856), figlio di Emanuele, maggiordomo maggiore di Francesco I delle Due Sicilie nel 1825, Consigliere di Stato nel 1831, nominato da Ferdinando II delle Due Sicilie nel 1832 ministro di Stato, luogotenente generale del Regno dal 1835 al 1837, nel 1835 incaricò l'architetto Emmanuele Palazzotto di progettare il Palazzo Campofranco a Palermo. Sposò Maria Francesca Pignatelli (1784-1837) e fu padre di Bianca (1801-1884), moglie di Giuseppe Pignatelli Aragona Cortés, 11º principe di Noia (1795-1859); Emanuele (1803-1891), marito di Emanuela Marziani; Ettore (1806-1804), Francesco, marito di Rosalia Filomarino; Maria Anna (1819-1892), moglie di Giuseppe de Monroy (1816-1835); Rosalia (1823-1879), moglie di Gennaro Pignone del Carretto (1819-1875).
- Ettore Lucchesi Palli (1806-1864), figlio di Antonio, fu marito della figlia del re Francesco I delle Due Sicilie, Carolina di Borbone-Due Sicilie (1798-1870). Ettore e Carolina furono i genitori di Clementina Lucchesi-Palli (1835-1925), moglie di Camillo Zileri dal Verme degli Obizzi (1830-1896) e madre di Enrico (1857-1937), marito di Maria do Carmo de Mendoça Rolim de Moura Barreto; Roberto (1858-1937), marito di Maria Gabriela Massimo e padre di Berica Isabella che sposò Francesco Buzzaccarini; Maria Graziela (1859-1952) moglie di Jaime Caetano Álvares Pereira de Melo e madre di Maria Josè moglie di Carlo Brandolini d'Adda e madre di Brandolino che sposò Cristina Agnelli, figlia di Edoardo Agnelli e Virginia Bourbon Del Monte; Luchino (1861-1929), marito di Chiara Barracco; Alessandro (1863-1937), marito di Bianca Carrega Bertolini; Maria Francesca (1868-1953), moglie di Giorgio Emo Capodilista (1864-1940), militare e senatore, nonna di Umberto Emo Capodilista e madre di: Alvise (1898-1980), marito di Maria Henriqueta Álvares Pereira de Melo (1896-1930)[17] e di Bianca Benedetta (1899-1985), moglie di Novello Papafava[18].
- Mario Lucchesi Palli (1840-1911) dirigente sportivo e diplomatico.

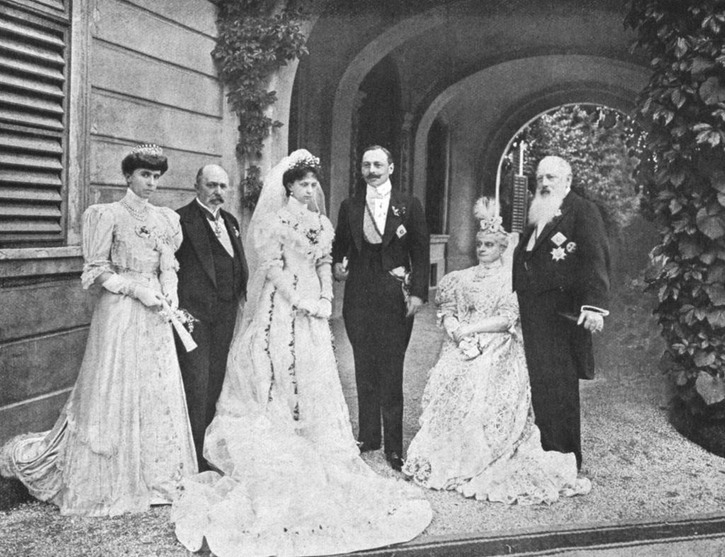
1906: Matrimonio di Donna Beatrice di Borbone-Parma con il conte Pietro Lucchesi Palli (a sinistra il Duca e la Duchessa di Parma, a destra il principe Adinolfo Lucchesi Palli con la principessa Lucrezia Ruffo)

- Pietro Lucchesi Palli (1870-1939), figlio di Adinolfo (1840-1912) e di Lucrezia Nicoletta Ruffo di Calabria (1841-1931), sposò nel 1906 Beatrice di Borbone-Parma (1879-1945), figlia del duca Roberto I di Parma e di Maria Pia di Borbone-Due Sicilie. Pietro e Beatrice furono i genitori di Ludovico Roberto (1908-1983), marito di Donna Stefania Ruffo di Calabria dei principi di Scilla, e di Adinolfo (1911-1986), marito di Sarolta Elisabeth dei Conti Teleki.
- Umberto Lucchesi Palli (1944), figlio di Ludovico Roberto e Stefania Ruffo, fu ambasciatore d'Italia nello Yemen e presso il Re del Marocco, che gli conferì la più alta onorificenza del regno, il gran cordone dell'Ordine di Ouissam Alaouite.

## Edifici appartenuti alla famiglia
- Palazzo Campofranco a Palermo.
- Palazzo dell'Hotel Bristol a Napoli.

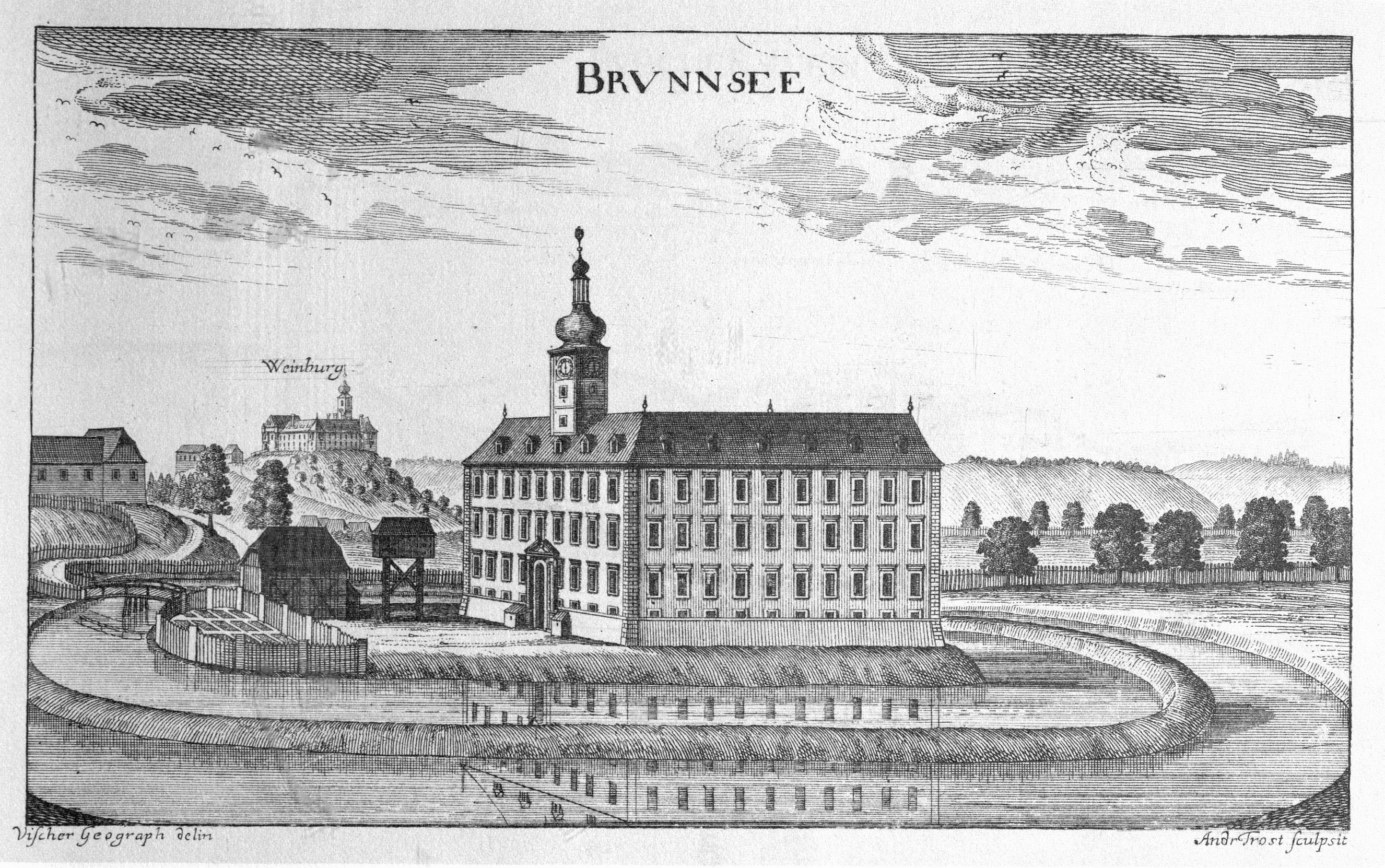
Castello di Brunnsee, esilio austriaco del ramo principesco dei Lucchesi Palli

- Castello dei Lucchesi Palli a Campofranco.
- Castello di Brunnsee.